# Bloomville

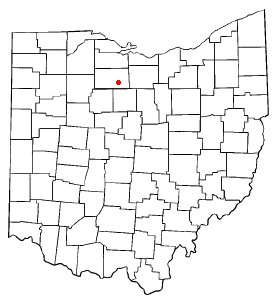
Bloomville na planie stanu Ohio

Bloomville – wieś w USA, w stanie Ohio, w hrabstwie Seneca.
Liczba mieszkańców w 2000 roku wynosiła 956, a w roku 2012 wynosiła 941.